# Festival Internacional de Cine de Cannes de 1975
La 28ª edición del Festival Internacional de Cine de Cannes se desarrolló entre el 9 y el 23 de mayo de 1976. La Palma de Oro fue otorgada a Chronique des années de braise de Mohammed Lakhdar-Hamina.
El festival se abrió con Un Divorce heureux de Henning Carlsen, y se cerró con Tommy, de Ken Russell.

## Jurado

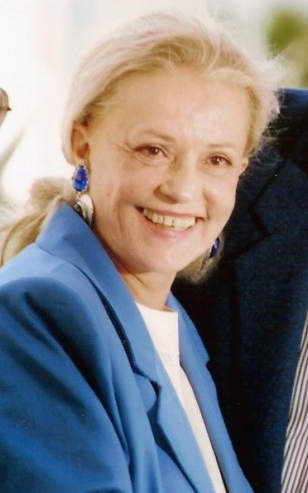
Jeanne Moreau, presidente del jurado

Las siguientes personas fueron nominadas para formar parte del jurado de la competición principal en la edición de 1975:
- Jeanne Moreau, actriz. Presidenta del jurado.
- André Delvaux, director.
- Anthony Burgess, escritor.
- Fernando Rey, actor.
- George Roy Hill, director.
- Gérard Ducaux-Rupp, productor.
- Léa Massari, actriz.
- Pierre Mazars, periodista.
- Pierre Salinger, escritor.
- Youlia Solntzeva, actriz.

## Selección oficial
Las siguientes películas compitieron por la Palma de Oro:

### En competición – películas
- Alicia ya no vive aquí de Martin Scorsese.
- Aloïse de Liliane de Kermadec.
- O Amuleto de Ogum de Nelson Pereira dos Santos.
- Cher Victor de Robin Davis.
- Chronique des Années de Braise de Mohammed Lakhdar-Hamina.
- Den-en ni shisu de Shūji Terayama.
- Un divorce heureux de Henning Carlsen.
- The Story of Sin de Walerian Borowczyk.
- Do You Hear the Dogs Barking? de François Reichenbach.
- El enigma de Kaspar Hauser de Werner Herzog.
- Lenny de Bob Fosse.
- Les Ordres de Michel Brault.
- Lotte in Weimar de Egon Günther.
- Man Friday de Jack Gold.
- Mariken van Nieumeghen de Jos Stelling.
- They Fought for Their Country de Sergei Bondarchuk.
- Professione: reporter de Michelangelo Antonioni.
- Perfume de mujer de Dino Risi.
- Section spéciale de Costa Gavras.
- Electra, mi amor de Miklós Jancsó.
- Xia nu de King Hu.
- Yuppi du de Adriano Celentano.

## Películas fuera de competición
- A Csodalatos Mandarin de Miklós Szinetár.
- A faból faragott királyfi de Ádám Horváth.
- Anna Karenine de Margarita Pilikhina.
- Galileo de Joseph Losey.
- Georges Braque ou Le temps différent de Frédéric Rossif.
- India Song de Marguerite Duras.
- Je t'aime, tu danses de François Weyergans.
- Moses und Aron de Jean-Marie Straub.
- The Day of the Locust de John Schlesinger.
- The Maids de Christopher Miles.
- The Romantic Englishwoman de Joseph Losey.
- Tommy de Ken Russell.
- La flauta mágica de Ingmar Bergman.

### Cortometrajes en competición
Los siguientes cortometrajes competían para la Palma de Oro al mejor cortometraje:
- La Corrida de Christian Broutin
- Dariou Tebe Zvezdou   de Fedor Hitrouk
- Don't de Robin Lehman
- L'empreinte de Jacques Cardon
- Kolory Zycia de Piotr Szpakowicz
- Lautrec de Geoff Dunbar
- Pedestrians d'Andrew Ruhl
- Revisited de Joyce Borenstein
- W.O.W. (Women of the World) de Faith Hubley

## Secciones paralelas

### Semana Internacional de la Crítica
Las siguientes películas fueron elegidas para ser proyectadas en la Semana de la Crítica (14º Semaine de la Critique):
- Assassination in Davos (Konfrontation) de Rolf Lyssy (Suiza)
- Brother Can You Spare a Dime? de Philippe Mora (Gran Bretaña)
- Vase de noces de Thierry Zeno (Bélgica)
- Hester Street de Joan Micklin Silver (EE. UU.)
- Knots de David I. Munro (Gran Bretaña)
- L'Assassin musicien de Benoît Jacquot (Francia)
- L'età della pace de Fabio Carpi (Italia)

### Quincena de Realizadores
Las siguientes películas fueron elegidas para ser proyectadas en la Quincena de Realizadores de 1975 (Quinzaine des Réalizateurs):
- Allonsanfan de Paolo y Vittorio Taviani (Italia)
- La batalla de Chile: La lucha de un pueblo sin armas - Primera parte: La insurrección de la burguesía) de Patricio Guzmán (Chile, Cuba)
- Der schwarze Engel de Werner Schroeter (RFA)
- Chac de Rolando Klein (Panamá)
- Guerra conjugal de Joaquim Pedro de Andrade (Brasil)
- Di Assimanton Aformin de Tassos Psarras (Grecia)
- Faustrecht der Freiheit de Rainer Werner Fassbinder (RFA)
- Souvenirs d'en France de André Téchiné (Francia)
- Hauptlehrer Hofer de Peter Lilienthal (RFA)
- Jeanne Dielman, 23 Quai du Commerce, 1080 Bruxelles de Chantal Akerman (Bélgica, Francia)
- L'ultimo giorno di scuola prima delle vacanze di Natale de Gian Vittorio Baldi (Italia)
- Milestones de Robert Kramer, John Douglas (EE. UU.)
- Njangaan de Mahama Johnson Traoré (Senegal)
- Les oeillets rouges d'avril de Véra Belmont (Francia)
- Das Ruckendekollete de Jan Nemec (Suiza)
- Shazdeh Ehtedjab de Bahman Farmanara (Irán)
- Strah de Matjaz Klopcic (Yugoslavia)
- Streik! d'Oddvar Bull Tuhus (Noruega)
- Sunday Too Far Away de Ken Hannam (Australia)
- The Texas Chain Saw Massacre de Tobe Hooper (EE. UU.)
- O Thiassos de Theo Angelopoulos (Grecia)
- Les vautours de Jean-Claude Labrecque (Canadá)
- Zone Interdite de Ahmed Lallem (Argelia)

Cortometrajes
- 16+- (Chofuku-Ki) de Shuji Terayama (Japón)
- 350 de Philippe Pilard (Francia)
- Echos d'Alger 1955 de Frank Cassenti (Francia)
- L'Economie des sentiments de Daniel Jouanisson (Francia)
- Manosolfa de Sandra Coelho de Souza (Brasil)
- Monopolis de Claude Dubrana, J.P. Zirn (Francia)
- Tadii de Nooradin Zarrin Kelk (Irán)

## Palmarés
Los galardonados en las secciones oficiales de 1975 fueron:
- Palma de Oro: Chronique des Années de Braise de Mohammed Lakhdar-Hamina, Argelia.
- Gran Premio del Jurado: El enigma de Kaspar Hauser de Werner Herzog.
- Premio a la mejor dirección: Costa Gavras por Section spéciale y Michel Brault por Les Ordres.
- Premio a la interpretación masculina: Vittorio Gassman por Profumo di donna.
- Premio a la interpretación femenina: Valerie Perrine por Lenny.
- Gran Premio Técnico: Xia nu de King Hu.
- Palma de Oro al mejor cortometraje: Lautrec de Geoff Dunbar.
- Premio del Jurado al mejor cortometraje: Daryu tebe zvezdu de Fyodor Khitruk.

### Premios independentes
Premios FIPRESCI
- - El enigma de Kaspar Hauser de Werner Herzog
  - O Thiassos de Theo Angelopoulos

Commission Supérieure Technique
- Gran Premio Técnico: Xia nu de King Hu

Jurado Ecuménico
- Premio del Jurado Ecuménico: El enigma de Kaspar Hauser de Werner Herzog